# Podlipovica
Podlipovica je naselje v Občini Zagorje ob Savi.